# Mateești
Mateeşti é uma comuna romena localizada no distrito de Vâlcea, na região de Oltênia. A comuna possui uma área de 29.20 km² e sua população era de 3219 habitantes segundo o censo de 2007.